# Norwegia na Letnich Igrzyskach Olimpijskich 1928
Norwegię na Letnich Igrzyskach Olimpijskich 1928 w Amsterdamie reprezentowało 52 zawodników, składających się z samych mężczyzn. Był to 6. start reprezentacji Norwegii na letnich igrzyskach olimpijskich.
Najmłodszym norweskim zawodnikiem na tych igrzyskach był 19-letni lekkoatleta, Einar Tommelstad, natomiast najstarszym 57-letni żeglarz, Johan Anker. Chorążym reprezentacji podczas ceremonii otwarcia był lekkoatleta, Ketil Askildt.

## Zdobyte medale
| Medal    | Zawodnik                                  | Dyscyplina      | Konkurencja             | Data        |
| -------- | ----------------------------------------- | --------------- | ----------------------- | ----------- |
| · Złoto  | Olaf V Johan Anker Erik Anker Håkon Bryhn | · Żeglarstwo    | Klasa 6 m               | 9 sierpnia  |
| · Srebro | Eugen Johansen Arthur Qvist Bjart Ording  | · Jeździectwo   | WKKW drużynowo          | 11 sierpnia |
| · Srebro | Henrik Robert                             | · Żeglarstwo    | Jole 12-stopniowe       | 9 sierpnia  |
| · Brąz   | Olav Sunde                                | · Lekkoatletyka | Rzut oszczepem mężczyzn | 2 sierpnia  |